# Still Alive: The Remixes
Still Alive: The Remixes este un album de remixuri care compilează mai multe variante ale cântecului „Still Alive” al cântăreței suedeze de muzică pop rock Lisa Miskovsky. A fost lansat de Artwerk pe 11 noiembrie 2008 pentru a coincide cu lansarea jocului Mirror's Edge în Statele Unite, pentru care „Still Alive” servește ca temă principală.

## Performanță în clasamente
La o săptămână de la lansarea lui Still Alive: The Remixes, piesa principală de pe album a intrat în clasamentul suedez Sverigetopplistan unde a ajuns pe poziția a 29-a, rămănând în clasament timp de trei săptămâni.
| Clasament (2008)  | Poziție de top |
| ----------------- | -------------- |
| Sverigetopplistan | 29             |
| UK Singles Chart  | 96             |

## Lista melodiilor
Au fost lansate trei variante ale Still Alive: The Remixes, printre care o lansare promoțională și una nord-americană care conține patru remixuri noi ale piesei principale. A fost lansat pentru descărcare digitală pe iTunes, eMusic, Amazon și alții, dar și pe vinil și CD. Versurile variantei originale a „Still Alive” au fost compuse de Arnthor Birgisson, Rami Yacoub și Lisa Miskovsky, iar albumul a fost produs de Birgisson și Yacoub.

### Varianta standard
| Nr.             | Titlu                                                     | Remixer           | Lungime |  |
| 1.              | „Still Alive (The Theme from Mirror's Edge)” (radio edit) |                   | 3:38    |  |
| 2.              | „Still Alive” (Benny Benassi mix radio edit)              | Benny Benassi     | 3:42    |  |
| 3.              | „Still Alive” (Armand Van Helden mix)                     | Armand Van Helden | 5:25    |  |
| 4.              | „Still Alive” (Paul van Dyk mix short version)            | Paul van Dyk      | 6:48    |  |
| 5.              | „Still Alive” (Benny Benassi mix)                         | Benny Benassi     | 8:26    |  |
| 6.              | „Still Alive” (Junkie XL mix)                             | Junkie XL         | 4:38    |  |
| 7.              | „Still Alive” (Teddybears mix)                            | Teddybears        | 4:37    |  |
| Lungime totală: | Lungime totală:                                           | Lungime totală:   | 37:14   |  |

### Varianta nord-americană
| Nr.             | Titlu                                                        | Remixer           | Lungime |  |
| 1.              | „Still Alive (The Theme from Mirror's Edge)” (radio edit)    |                   | 3:38    |  |
| 2.              | „Still Alive” (Benny Benassi mix radio edit)                 | Benny Benassi     | 3:42    |  |
| 3.              | „Still Alive” (Paul van Dyk mix radio edit)                  | Paul van Dyk      | 3:39    |  |
| 4.              | „Still Alive” (Armand Van Helden mix)                        | Armand Van Helden | 5:25    |  |
| 5.              | „Still Alive” (Benny Benassi mix)                            | Benny Benassi     | 8:26    |  |
| 6.              | „Still Alive” (Junkie XL mix)                                | Junkie XL         | 4:38    |  |
| 7.              | „Still Alive” (Teddybears mix)                               | Teddybears        | 4:37    |  |
| 8.              | „Still Alive” (Paul van Dyk mix)                             | Paul van Dyk      | 9:34    |  |
| 9.              | „Still Alive (The Theme from Mirror's Edge)”                 |                   | 4:18    |  |
| 10.             | „Still Alive” (Paul van Dyk mix short version)               | Paul van Dyk      | 6:48    |  |
| 11.             | „Still Alive (The Theme from Mirror's Edge)” (US radio edit) |                   | 3:41    |  |
| Lungime totală: | Lungime totală:                                              | Lungime totală:   | 58:26   |  |

### Varianta promoțională
| Nr.             | Titlu                                        | Remixer           | Lungime |  |
| 1.              | „Still Alive (The Theme from Mirror's Edge)” |                   | 4:20    |  |
| 2.              | „Still Alive” (Benny Benassi mix)            | Benny Benassi     | 8:24    |  |
| 3.              | „Still Alive” (Junkie XL mix)                | Junkie XL         | 4:37    |  |
| 4.              | „Still Alive” (Paul van Dyk mix)             | Paul van Dyk      | 9:36    |  |
| 5.              | „Still Alive” (Teddybears mix)               | Teddybears        | 4:38    |  |
| 6.              | „Still Alive” (Armand Van Helden mix)        | Armand Van Helden | 5:25    |  |
| Lungime totală: | Lungime totală:                              | Lungime totală:   | 37:00   |  |

## Legături externe
- Still Alive: The Remixes la Discogs
- Still Alive: The Remixes la MusicBrainz